# Synagoge (Appingedam)

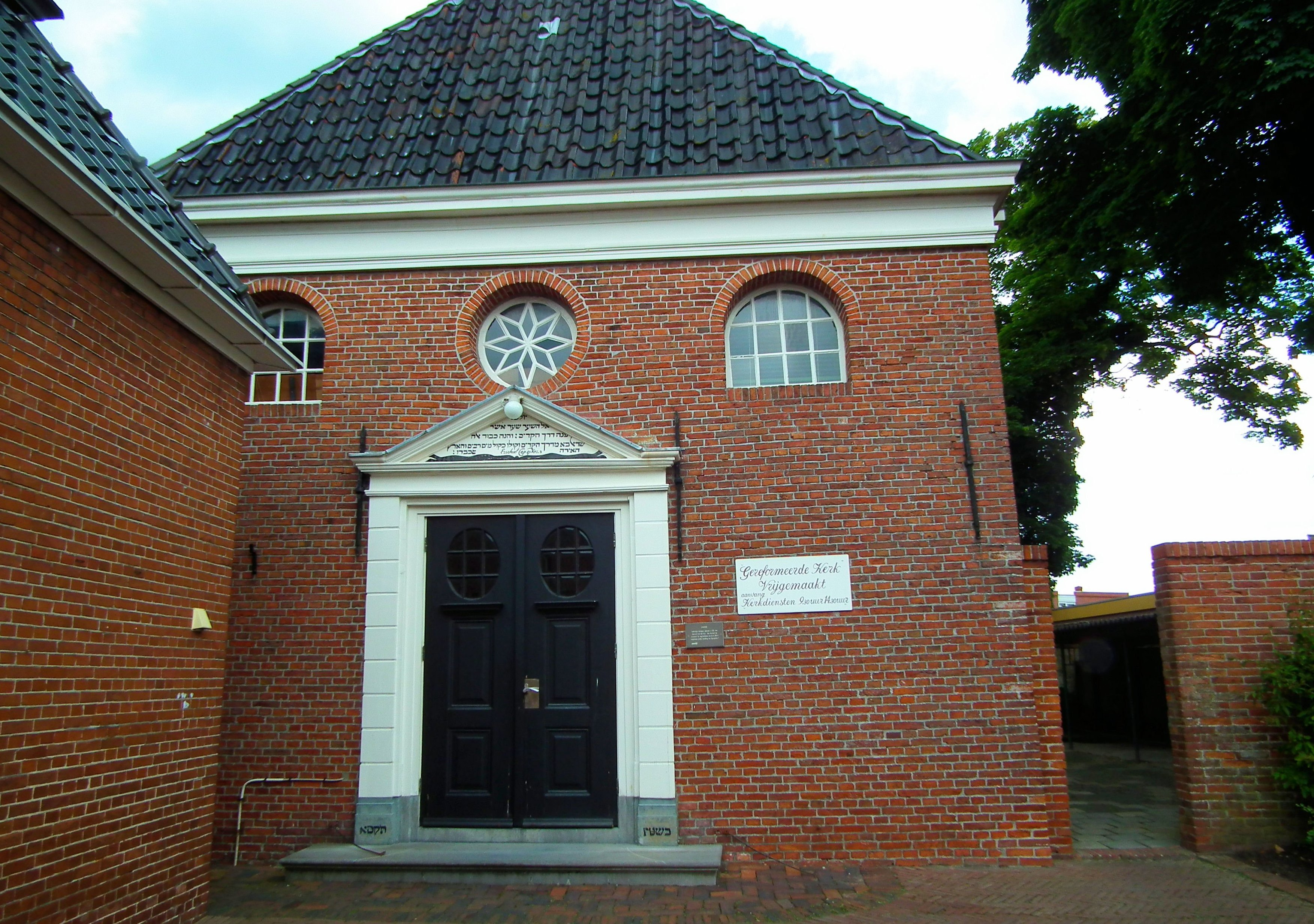
Ehemalige Synagoge in Appingedam

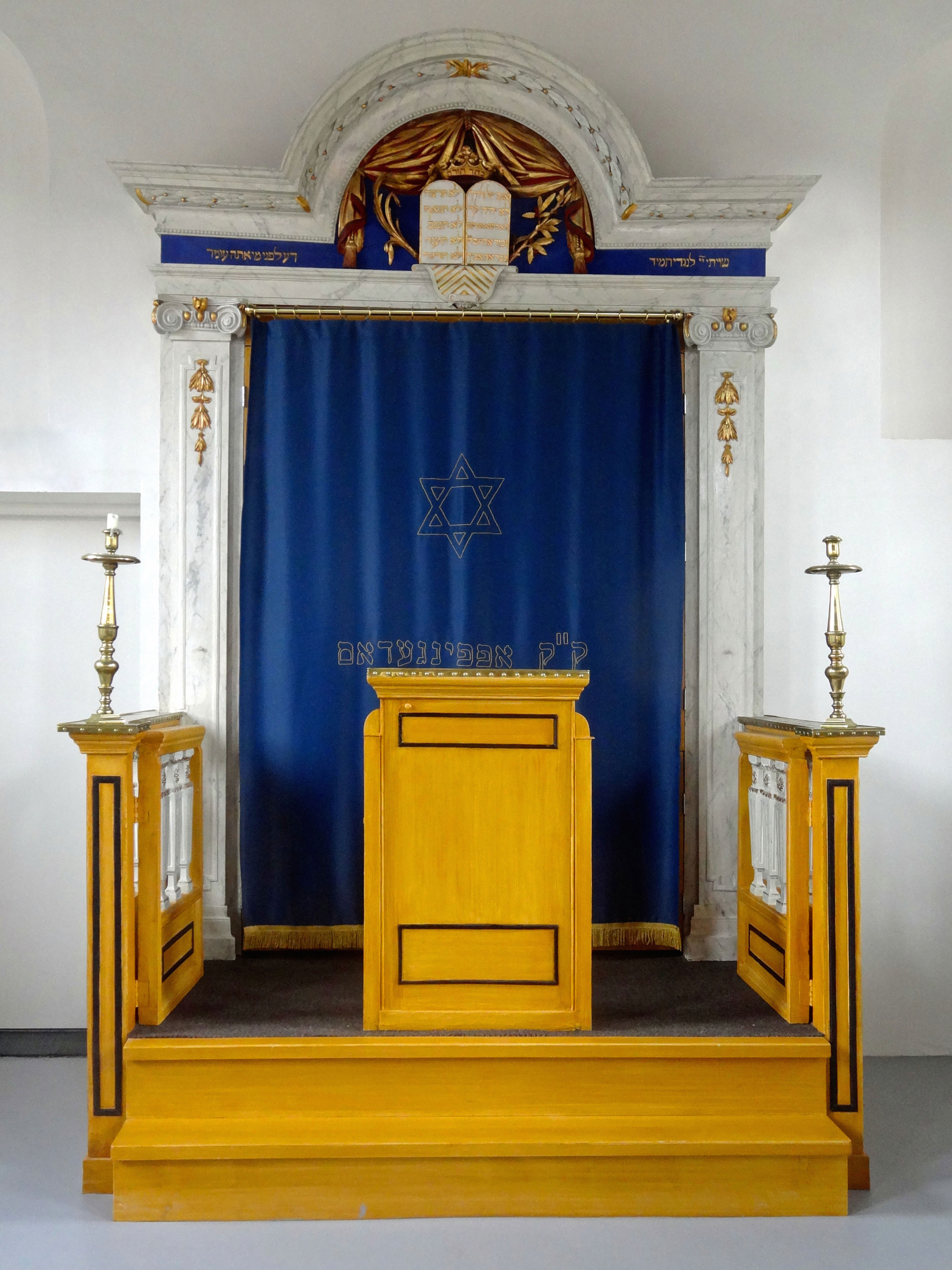
Innenansicht mit Thoraschrein

Die Synagoge in der niederländischen Stadt Appingedam in der Provinz Groningen wurde am 24. Juli 1801 eingeweiht. Die ehemalige Synagoge an der Broerstraat 6 ist als Rijksmonument ein geschütztes Kulturdenkmal.

## Geschichte
Seit mindestens 1660 waren Gottesdienste in verschiedenen Privathäusern und seit 1698 in Synagogen an anderen Standorten gefeiert worden. Seit 1752 war der Gebetsort an der Dijkstraat. Die ersten Juden sind im 16. Jahrhundert in Appingedam überliefert. Die Jüdische Gemeinde Appingedam erreichte 1899 mit 285 Mitgliedern ihren Höchststand.
Hinter der Kirche befindet sich das ehemalige Schulhaus, das jetzt eine Übernachtungsmöglichkeit bietet. Weiterhin gehört zu dem Anwesen das 1930 gebaute, sogenannte Metaheerhuisje, in dem die Toten rituell gereinigt und auf die Bestattung vorbereitet wurden. Dieses Gebäude dient heute als Informationsstelle zur Geschichte der Juden in Appingedam. Lykenhuisje, das Vorgängergebäude, befand sich auf dem jüdischen Friedhof.
Die jüdischen Bürger von Appingedam wurden während des Zweiten Weltkriegs von den deutschen Besatzern verfolgt und viele wurden in den Konzentrationslagern ermordet.

## Bauwerk
Das Gebäude stammt aus dem Jahr 1801. Im Giebel über dem Eingang ist das Tanach-Zitat von Ezechiel 43,1-2 über den Einzug des Herrn in den Tempel eingelassen, in dem es heißt: Dann führte er mich zu einem der Tore, dem Tor, das im Osten lag. Und siehe, die Herrlichkeit des Gottes Israels kam aus dem Osten heran. Ihr Rauschen war wie das Rauschen gewaltiger Wassermassen und die Erde leuchtete auf von seiner Herrlichkeit. Seitdem fanden bis 1942 Gottesdienste statt.
Das Synagogengebäude wurde 1945 durch Bomben beschädigt und danach an die Gereformeerde Kerken in Nederland verkauft, die sie in den Jahren 1948 bis 2012 als Kirche nutzte. Die sakrale Inneneinrichtung wurde an die Bevölkerung abgegeben.
Im Jahr 2010 ging das Gebäude in den Besitz der Stiftung Alte Groninger Kirchen (Stichting Oude Groninger Kerken), die es 2014/15 in den Zustand von vor dem Zweiten Weltkrieg zurückversetzte. Das Farbschema der Ausstattung fand dabei besondere Berücksichtigung.